# شهرستان دووگرتی (جورجیا)
شهرستان دووگرتی، جورجیا (به انگلیسی: Dougherty County, Georgia) یک سکونتگاه مسکونی در ایالات متحده آمریکا است که در جورجیا واقع شده‌است.